# Train bleu
Il Train bleu è un treno di lusso della Compagnie des wagons-lits circolante dal 1922 tra Calais (in corrispondenza con l'Inghilterra) e San Remo via Parigi, Digione, Marsiglia, Tolone, Saint-Raphaël, Cannes, Juan-les-Pins, Antibes, Nizza, Monaco, Monte-Carlo, Mentone e Ventimiglia

## Storia
Iniziato il servizio nel 1922 e subito chiamato «Calais-Méditerranée-Express», venne in seguito soprannominato «Train bleu» (nome diventerà ufficiale solo nel 1947) a causa del colore delle sue nuove carrozze letti metalliche (del tipo LX: dove L sta per "luxe" et X per 10 compartimenti) blu e oro.
Frequentato dall'alta società, è composto esclusivamente da carrozze letti, una carrozza ristorante e una carrozza bar, molto raffinati, che costituiranno la sua celebrità.
Nel 1960 limitò il percorso alla Parigi Ventimiglia, mentre le carrozze da Calais erano incorporate in un nuovo espresso «Flandres-Riviéra» Calais-San Remo.
Nel 1968 fu composto anche dalle nuove carrozze tipo T2.
Fino al 1976 fu salvaguardato il suo prestigio, ma l'abolizione della sua mitica carrozza-bar annunciò un lento ma continuo declino.

## Le riprese del nome

### Ristorante
Nel  1963 il ristorante della Gare de Lyon (inaugurato nel 1901) fu ribattezzato Le Train bleu. L'arredamento e le decorazioni interne originali dell'epoca si dovevano all'architetto Marius Toudoire, autore del progetto dell'intera stazione. Vi lavorarono all'epoca diversi artisti fra cui il pittore Edmond Marie Petitjean con il quadro Le Puys, Antoine Calbet, Jean-Baptiste Olive e molti altri.

### Letteratura e Cinema
Agatha Christie scrisse il romanzo Il mistero del Treno Azzurro (The Mystery of the Blue Train).
Nel film Il papavero è anche un fiore del 1966 è ambientata sul treno la parte finale e culminante della pellicola. 
Invece nel film I senza nome del 1970 è ambientata sul treno la parte iniziale, con la fuga del sospetto Genco (impersonato da Volontè) mentre era scortato a Parigi dal poliziotto Mattei (impersonato da Bourvil nel suo ultimo film).

### Balletto
Le train bleu è anche il nome di un balletto realizzato dai Balletti russi di Sergej Djagilev nel 1924.

### Musica
Nel 1983 i Matia Bazar incidono un singolo dal titolo Il treno blu, inedito in Italia e destinato soltanto al mercato giapponese.